# Kommission zur Erhebung militärischer Pflichtverletzungen
Die Kommission zur Erhebung militärischer Pflichtverletzungen im Kriege war ein von der Provisorischen Nationalversammlung mit Gesetz vom 19. Dezember 1918 geschaffenes Gremium, das mögliche Dienstpflichtverletzungen von Truppenkommandanten und Leitern militärischer Behörden beim Zusammenbruch der Wehrmacht der österreichisch-ungarischen Monarchie am Ende des Ersten Weltkriegs untersuchen sollte, um ein „allfälliges Strafverfahren gegen die Schuldtragenden“ bei einem Sondersenat des Obersten Gerichtshofs „anzustoßen“. Das Kommissionsgesetz war Teil des Bemühens, die Niederlage Österreich-Ungarns im Herbst 1918 zu bewältigen.
Benno von Millenkovich wurde zum Sachverständigen für operative und taktische Seekriegsfragen bei der Kommission berufen.
Der Bericht, der 1920 vorgelegt wurde, gab bekannt, dass 484 Fälle untersucht worden waren. In 325 Fällen war die Kommission nicht zuständig. 40 Fälle wurden an den Generalstaatsanwalt, 52 an andere Staatsanwaltschaften, 55 an die zuständige Militäranwaltschaft abgetreten. In vier Verfahren kam es zu einer Hauptverhandlung. Drei Angeklagte wurden freigesprochen, einer, Kasimir von Lütgendorf, zu sechs Monaten Arrest verurteilt. Das Verhalten von Theodor von Zeynek wurde im Bericht nicht beanstandet.
Nur in wenigen Fällen kam es zu Verurteilungen oder sogar zu äußerst spektakulären und umstrittenen Freisprüchen. Ein Militärjurist warf der Kommission später vor, es habe sich um eine gegen das Offizierskorps gerichtete „Ausnahmegerichtsbarkeit“ gehandelt.
Der einzige Verurteilte, General Kasimir von Lütgendorf, hatte am 18. August 1914 drei Soldaten mit dem Bajonett „niedermachen“ lassen. Die Begründung lautete, sie seien betrunken gewesen. Es gab keine Untersuchung, nur den Befehl zur „Justifizierung“. Lütgendorf wurde 1920 zu sechs Monaten Arrest verurteilt.
Der prominenteste Fall, der von der Kommission behandelt wurde, betraf den Universitätsprofessor für Psychiatrie und späteren Nobelpreisträger Julius Wagner-Jauregg. Als Gutachter wurde Sigmund Freud bestellt. Wagner-Jauregg wurde vorgeworfen, Elektrotherapie mit der von ihm entwickelten „faradayischen Bürste“ angewandt zu haben, um vermeintliche Simulanten, insbesondere sog. Kriegszitterer, zu motivieren, wieder einzurücken. Wagner-Jauregg wurde von Freud entlastet und durch die Kommission rehabilitiert.